# Švarča
Švarča is een plaats in de gemeente Karlovac in de Kroatische provincie Karlovac. De plaats telt 3.193 inwoners (2001).